# Fort Mason
Fort Mason (San Francisco Port of Embarkation, US Army) est un ancien fort de l'armée américaine située dans le Marina District de San Francisco.
Construit en 1912, il était destiné à défendre l'entrée de la baie de San Francisco. Il fait à présent partie du Golden Gate National Recreation Area, et on y trouve un centre d'art et culture.

## Galerie

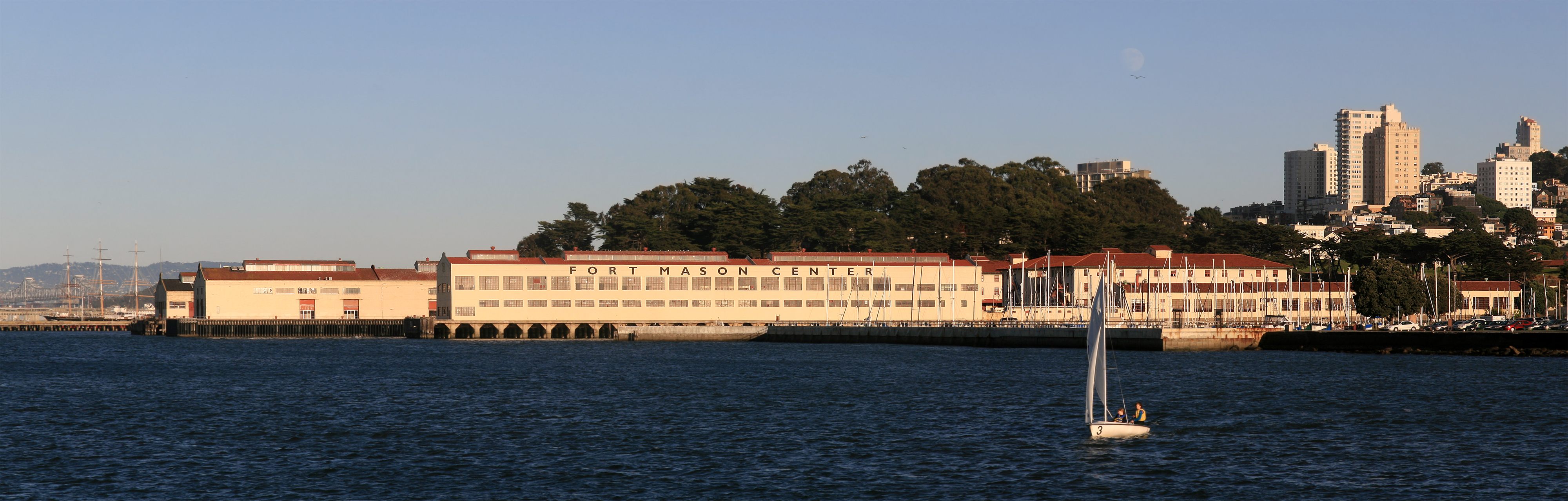
Fort Mason vu depuis la baie de San Francisco.